# Mount Selkirk
Mount Selkirk är ett berg i Kanada.   Det ligger i provinsen British Columbia, i den centrala delen av landet, 3 000 km väster om huvudstaden Ottawa. Toppen på Mount Selkirk är 2 900 meter över havet, eller 306 meter över den omgivande terrängen. Bredden vid basen är 1,7 km.
Terrängen runt Mount Selkirk är bergig åt nordost, men åt sydväst är den kuperad.Trakten runt Mount Selkirk är nära nog obefolkad, med mindre än två invånare per kvadratkilometer.. Det finns inga samhällen i närheten.
I omgivningarna runt Mount Selkirk växer i huvudsak barrskog.